# Pinus sylvestris nevadensis
Pinus sylvestris nevadensis es un árbol endémico de las sierras subbéticas y Sierra Nevada; es una subespecie de Pinus sylvestris, conocido con el nombre vulgar de pino albar de Sierra Nevada.

## Etimología
Su nombre deriva del latín pinus (pino). En inglés, a través del francés, pin (pine); en el siglo XVIII esta especie era conocida en Inglaterra como "Scots Fir" (del danés fyr), pero "fir" se restringe actualmente a Abies y el (Douglas-fir) Pseudotsuga.
Otras denominaciones:
- Alemán: Waldkiefer, Gemeine Kiefer, Rotföhre, Forche.
- Español: pino silvestre, pino albar, pino royo.
- Francés: Pin sylvestre, (sa)pin rouge du Nord, pin de Riga, pin d'Écosse.
- Italiano: Pino silvestre.
- Inglés: Scots Pine, Riga Pine, Norway Pine, Mongolia Pine.
- Portugués: Pino silvestre.

## Localización y hábitat
El pino silvestre de Sierra Nevada es un árbol endémico relíctico debido a que los árboles jóvenes son consumidos por el ganado, que se encuentra en las sierras subbéticas de Sierra de Baza, Sierra de la Alfaguara, Sierra de Huétor y en Sierra Nevada, se desarrolla en las montañas en altitudes de 1700 a 2400 m s. n. m. .

## Descripción
El pino silvestre de Sierra Nevada puede llegar a medir 30 metros de altura por unos 5 m de circunferencia, llegando a crecer 6 m de alto en 10 años. Su copa es de forma cónica de joven para luego de adulto pasar a ser irregular, ancha y deprimida, de joven presenta un tronco vestido que de adulto pasa a ser menos espeso pero no tan desnudo como en Pinus sylvestris, y su corteza no se desprende tanto como en otros Pinus sylvestris.
Las hojas son simples, agrupadas de a dos, aciculares, rígidas, punzantes, cortas, de a 3 a 7 cm de longitud, de sección semicircular, redondeadas en el dorso, finalmente dentadas.
Los frutos son conos de forma oblonga, de color castaño, apófisis poco saliente, desprovisto de umbo espinoso, de mayor tamaño que en otros Pinus sylvestris, de 7 a 10 cm de largo, reunidos de a 2 a 3, caedizos, ya que apenas maduran, caen. Los piñones son diminutos, dotados de una ala.
Este soporta pleno sol y el frío, no así la sombra; se adapta a todo tipo de suelo menos a los anegados pero sí a los húmedos, mientras más fértiles y profundos mayor es el desarrollo, resiste la sequía. No tolera la contaminación y no vive mucho tiempo en competencia con otras especies que lo superen en altura.

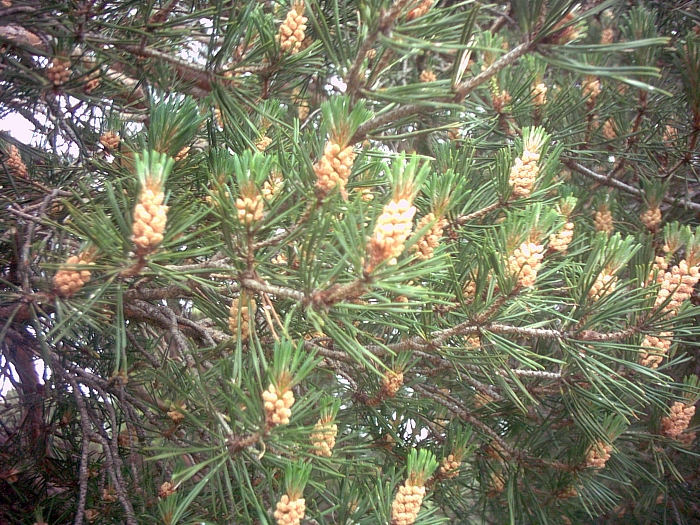
Conos masculinos de Pinus sylvestris nevadensis especie endémica de las sierras subbéticas.

## Especies y variedades
- Pinus sylvestris amurensis L.V.Orlova
- Pinus sylvestris nevadensis (Christ) Rivas Mart., A.Asensi, Molero Mesa & F.Valle Sierra Nevada España.
- Pinus sylvestris catalaunica Gaussen Cataluña.
- Pinus sylvestris hamata península de los Balcanes y norte de Turquía.
- Pinus sylvestris iberica Svoboda Sierra de Guadarrama.
- Pinus sylvestris lapponica Finlandia, Noruega, Suecia y norte de Rusia.
- Pinus sylvestris mongolica Mongolia, noroeste de China y sur de Siberia.
- Pinus sylvestris novo-caesariensis Castigl.
- Pinus sylvestris sylvestris Escocia, este de España, a lo largo del norte de Asia hasta la costa del Pacífico.
- Pinus sylvestris pyrenaica Svoboda Pirineos.